# ダヴィド・オロファン
ダヴィド・オロファン（David Oelhoffen、1968年 - ）は、スペインフェロル生まれでフランスの映画監督、脚本家。

## 経歴
2006年、ジャック・ガンブランとニコラ・ジロー主演の長編映画『Nos retrouvailles』を初めて監督し、2007年カンヌ国際映画祭の国際批評家週間でプレミア上映された。次作は2014年の『Loin des hommes』（邦題：涙するまで、生きる）で、アルベール・カミュの短編小説『L'Hôte』をベースに、ヴィゴ・モーテンセン、レダ・カテブらが出演している。
第71回ヴェネツィア国際映画祭のコンペティション部門で上映され、3つの賞を受賞した。

## 映画作品

### 監督作品
- 1996年 Le Mur（短編）
- 1997年 Big Bang（短編）
- 2001年 En mon absence（中編）
- 2004年 Sous le bleu（短編）
- 2007年 Nos retrouvailles
- 2014年 Loin des hommes

邦題：涙するまで、生きる
- 2016年 Dans les forêts de Sibérie
- 2018年 Frères ennemis

### 脚本作品
- 2014年 L'Affaire SK1（フレデリック・テリエ（フランス語版））
- 2016年 Dans les forêts de Sibérie （サフィ・ネブー（フランス語版））
- 2017年 Du soleil dans mes yeux（ニコラ・ジロー）
- 2018年 Sauver ou périr（フレデリック・テリエ（フランス語版））

## 受賞歴
Frères ennemis：
- 第75回ヴェネツィア国際映画祭公式出品
- コニャック・ポーラー映画祭2018: 最優秀フランス語長編映画賞

Loin des hommes（邦題 涙するまで、生きる） :
- 第71回ヴェネツィア国際映画祭公式出品: シグニス（英語版、フランス語版）賞（最優秀作品賞）、アルカ・シネマ・ジョヴァーニ賞、インターフィルム賞
- 2014年トロント国際映画祭公式出品
- 2015年ブカレスト国際映画祭最優秀映画賞
- 2014年サルラ国際映画祭ヴィゴ・モーテンセン通訳賞
- 2014年レユニオン映画祭最優秀作品賞（オーキデドール）
- 2015年ミュンヘン国際映画祭フリッツ・ゲルリッヒ賞

L'Affaire SK1：
- セザール賞2016最優秀脚本賞ノミネート
- ジャック・プリヴェール脚本賞（フランス語版、英語版）2016
- ジャック＝ドレ フランス犯罪映画賞（フランス語版）2015
- コニャック・ポラールフェスティヴァル2015 : ポーラ最優秀フランス語長編映画賞

Nos retrouvailles：
- ガン映画財団創造助成賞2005
- カンヌ国際批評家週間2007に選出
- レユニオン映画祭2008でニコラ・ジローが通訳賞
- 2008ローマ国際映画祭で「最優秀長編映画賞」特別賞

Sous le bleu :
- 第61回ヴェネツィア国際映画祭公式出品
- セザール賞2006ノミネート

En mon absence：
- 2002年クレルモン=フェラン国際短編映画祭審査員賞

Le Mur：
- セザール賞1998